# Mesoscia lorna
Mesoscia lorna is een vlinder uit de familie van de Megalopygidae. De wetenschappelijke naam van de soort is voor het eerst geldig gepubliceerd in 1905 door Schaus.